# Путятино (Ленинградская область)
Путятино — деревня в Заклинском сельском поселении Лужского района Ленинградской области.

## История
Впервые упоминается в писцовой книге Водской пятины 1500 года, как деревня Путятино, в Дмитриевском Городенском погосте Новгородского уезда.
Как деревня Путятина она обозначена на карте Санкт-Петербургской губернии Ф. Ф. Шуберта 1834 года.

ПУТЯТИНО — деревня принадлежит чиновнику 8-го класса Кузьминскому, число жителей по ревизии: 26 м. п., 30 ж. п. (1838 год)

Как деревня Путятина она отмечена на карте профессора С. С. Куторги 1852 года.

ПУТЯТИНО — деревня господина Кузьминского, по просёлочной дороге, число дворов — 8, число душ — 18 м. п. (1856 год)

ПУТЯТИНО — деревня владельческая при озере Хвойне, число дворов — 6, число жителей: 20 м. п., 18 ж. п. (1862 год)

В 1862—1863 годах временнообязанные крестьяне деревни выкупили свои земельные наделы у П. П. Тимофеева и стали собственниками земли.

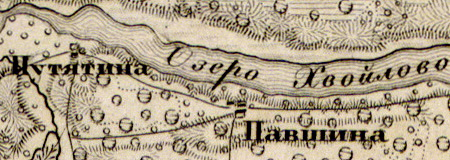
Деревня Путятино на карте 1863 года

Согласно карте из «Исторического атласа Санкт-Петербургской Губернии» 1863 года деревня называлась Путятина.
В XIX — начале XX века деревня административно относилась к Перечицкой волости 1-го земского участка 1-го стана Лужского уезда Санкт-Петербургской губернии.
По данным «Памятной книжки Санкт-Петербургской губернии» за 1905 год деревня Путятино входила в Перечицкое сельское общество.
По данным 1933 года деревня Путятино входила в состав Калищенского сельсовета Лужского района.
По данным 1966 года деревня Путятино также входила в состав Калищенского сельсовета.
По данным 1973 и 1990 годов деревня Путятино входила в состав Каменского сельсовета.
По данным 1997 года в деревне Путятино Каменской волости проживали 3 человека, в 2002 году — 2 человека (все русские).
В 2007 году в деревне Путятино Заклинского СП не было постоянного населения.

## География
Деревня расположена в восточной части района близ автодороги 41К-249 (Жельцы — Торковичи).
Расстояние до административного центра поселения — 36 км.
Расстояние до ближайшей железнодорожной станции Оредеж — 14 км.
Деревня находится на левом берегу реки Оредеж у её озеровидного расширения — озера Хвойлово.

## Демография
| 1838 | 1862 | 1997 | 2007 | 2010 | 2017 |
| ---- | ---- | ---- | ---- | ---- | ---- |
| 56   | ↘38  | ↘3   | ↘0   | ↗1   | →1   |

## Улицы
Набережная, Центральная.